# Purgatorio - Canto settimo

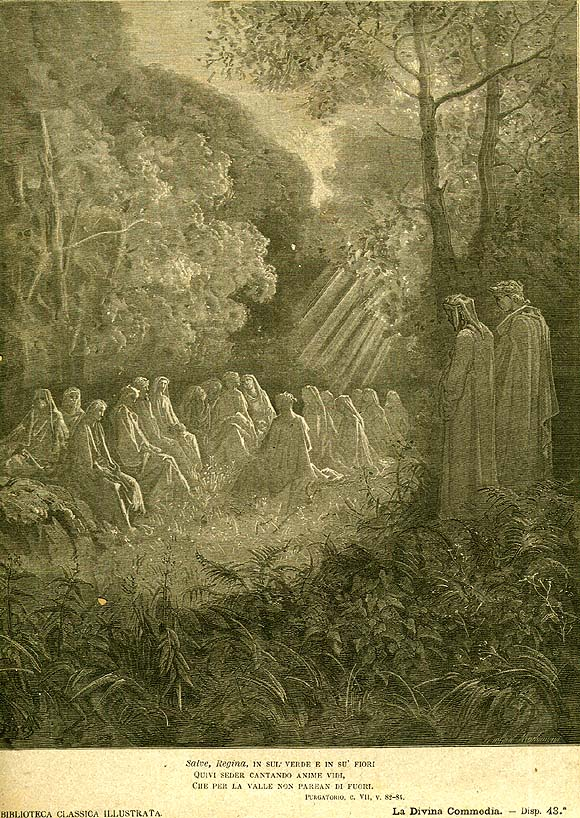
Dante incontra Rodolfo I d'Asburgo, illustrazione di Gustave Doré.

Il canto settimo del Purgatorio di Dante Alighieri si svolge nell'Antipurgatorio, dove le anime dei negligenti (che trascurarono i loro doveri spirituali) attendono di poter iniziare la loro espiazione; siamo nel pomeriggio del 10 aprile 1300 (Pasqua), o secondo altri commentatori del 27 marzo 1300.

## Incipit
(Anonimo commentatore dantesco del XIV secolo)

## Temi e contenuti

### Virgilio e Sordello - versi 1-63
Dopo l'incontro affettuoso con Sordello, Virgilio presenta se stesso, indicando in sintesi l'epoca della propria morte e l'atto di non poter essere salvato per mancanza della fede cristiana. Sordello reagisce con perplesso stupore, quindi, chinandosi per abbracciargli le ginocchia, lo saluta come "gloria di Latin" (degli italiani) e domanda ulteriori spiegazioni. Virgilio risponde di essere stato guidato dal volere divino ad attraversare l'inferno, e di essere eternamente destinato al luogo malinconico (il Limbo) dove stanno i bimbi morti senza battesimo e gli uomini virtuosi dell'antichità che non ebbero i doni della fede. A sua volta chiede a Sordello indicazioni sul cammino da seguire per iniziare la salita del purgatorio.
Sordello replica che sta tramontando il sole, e la regola del purgatorio comporta che ci si fermi durante la notte. Può, nel frattempo, accompagnarlo verso un gruppo di anime che sostano poco lontano. Aggiunge che non c'è alcun ostacolo esterno al salire, e che solo l'ombra notturna toglie la volontà di farlo, mentre consente di vagare intorno alla montagna.

### La valletta dei principi - vv. 64-90

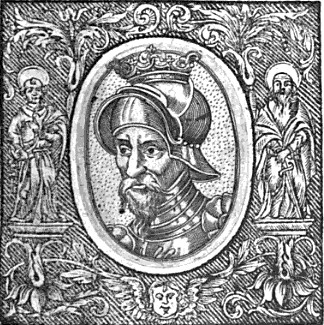
Ritratto di Ottocaro II di Boemia

A breve distanza, Dante si accorge che il fianco del monte è un po' incavato e forma una valletta. Là, dice Sordello, attenderanno il nuovo giorno. Dante è colpito dalla ricchezza di colori dei fiori che punteggiano il verde del prato e che emanano un soave profumo. Sull'erba fiorita siedono anime che cantano Salve, Regina. Sordello si appresta ad indicare le anime dal luogo appena sopraelevato dove si trova con Virgilio e Dante, approfittando della luce ormai scarsa del sole.

### Rassegna dei principi negligenti - vv. 91-136
Sordello indica vari personaggi di alto rango, identificandoli con gli atteggiamenti o con i tratti fisici più evidenti. Il primo è l'imperatore Rodolfo d'Asburgo, che non canta insieme agli altri e mostra rimorso per aver trascurato il suo maggior dovere (il riferimento all'Italia è evidente); accanto a lui, in atto di confortarlo, Ottocaro II re di Boemia, certo migliore del proprio figlio Venceslao, ancora vivente e vizioso.
Seguono altri sovrani: Filippo III di Francia (col naso piccolo), in aria di confidenza con Enrico I di Navarra. I due, entrambi tristi e tormentati, sono padre e suocero di Filippo il Bello, definito "mal di Francia", dalla vita "viziata e lorda". Il corpulento Pietro III d'Aragona e Carlo I d'Angiò suo avversario in terra sono qui uniti e concordi nel canto. Alle spalle di Pietro si trova il suo omonimo figlio minore, di promettente valore ma morto giovanissimo. Gli altri eredi invece non hanno saputo trasmettere il valore paterno: si tratta di Giacomo II di Aragona e di Federico III di Sicilia.
Dopo aver commentato quanto di rado la virtù dei padri si trasmetta alla discendenza, Sordello cita come esempio negativo la condizione di Napoli e Provenza sotto il regno di Carlo II d'Angiò. Commenta il valore rispettivo di Pietro d'Aragona, Carlo I e Carlo II d'Angiò facendo riferimento alle loro mogli. In solitudine siede Enrico III d'Inghilterra che ha una discendenza migliore. L'ultimo, seduto più in basso (perché non è un re) è il marchese Guglielmo VII di Monferrato, causa di sofferenze per il Monferrato e il Canavese a causa delle mosse contro Alessandria.

## Analisi
L'incontro con Sordello, che nel canto sesto era stato bruscamente interrotto dalla lunga e violenta apostrofe all'Italia e a tutti i corresponsabili della sua rovina, riprende in modo più disteso. Dopo la manifestazione di riverenza di Sordello verso il maestro Virgilio, e l'accenno malinconico di quest'ultimo alla propria condizione eterna, vengono date informazioni essenziali sul "sistema" del Purgatorio. In esso si può procedere verso l'alto, quindi verso la purificazione, solo con la luce del sole. La notte non impedisce alle anime di muoversi, ma esse sanno che possono soltanto o sostare o muoversi nel luogo in cui si trovano. Trasparente l'allegoria: il sole fin dal primo canto dell'Inferno rappresenta la grazia divina, la tenebra simboleggia il peccato. Poi, in quello che si presenta come un locus amoenus, nella "valletta" che prefigura il Paradiso Terrestre in un'atmosfera addolcita dal canto corale della preghiera, i tre poeti assisteranno a una scena penitenziale.
Le anime dei sovrani e principi qui raccolte fanno parte dell'ampia schiera di "negligenti" ovvero di coloro che, attratti da preoccupazioni terrene, non si sono dedicati con la dovuta sollecitudine alla cura del bene spirituale. In questo gruppo, c'è anche chi, come l'imperatore Rodolfo, è stato negligente anche verso il dovere politico di custodire la giustizia in Italia. Si ricordi, nel sesto canto, vv. 103-105, l'accusa mossa all'imperatore Alberto e a suo padre (appunto Rodolfo) di aver trascurato il giardin de lo imperio. Anche gli altri regnanti citati sono collegati alla recente storia dell'Italia, puntualmente ricordata con cenni rapidi ma pregnanti.
Un aspetto tipico del Purgatorio è dato dalla concordia che qui accomuna personaggi che in vita furono anche violentemente ostili. Anticipata dal canto corale, questa concordia si mostra anche nell'atteggiamento esteriore, meditativo e assorto, delle anime. Dal punto di vista espressivo, il canto presenta molti elementi descrittivi, sia nel delineare il luogo, sia nell'identificare i personaggi con tratti fisici e gesti (il naso piccolo oppure grande, la corporatura massiccia, la guancia appoggiata sulla mano...).